# Humbert Spitzer
Humbert Spitzer (* 28. April 1923 in Wien; † 15. März 2004) war langjähriger Obmann des Wiener Taubstummen-Fürsorgeverbandes (WITAF).

## Leben
Humbert Spitzer wurde 1923 als zweiter von vier Brüdern geboren. Er war bereits bei Geburt hochgradig schwerhörig und besuchte bis zum zwölften Lebensjahr die Schwerhörigenschule. Nach der Scheidung seiner Eltern wuchs er im jüdischen Waisenhaus in Döbling auf und besuchte das Taubstummeninstitut in Döbling, welches er jedoch aufgrund der Machtübernahme der Nationalsozialisten mit März 1938 verlassen musste. Nachdem er zwangsweise einige Zeit in einem Heim für jüdische Jugendliche verbracht hatte, musste er Zwangsarbeit in der Krieau und am Nordbahnhof leisten. Seine Erinnerungen an die Zeit der Verfolgung wurden im Rahmen eines Forschungsprojektes in mehreren Videofilmen verarbeitet.
1945 wurde er aus der Lagerhaft befreit. Sein Vater war von den Nationalsozialisten in Jugoslawien ermordet worden, sein dritter Bruder kam bei einem Bombenangriff auf Wien im Jahr 1945 ums Leben. Humbert Spitzer selbst ertaubte vollständig und erlitt durch die Zwangsarbeit Erfrierungen. 1945 wurde er Mitglied des WITAF, 1950 zum Obmann-Stellvertreter und 1959 zum Obmann gewählt.
Im Laufe seiner Tätigkeit konnte Humbert Spitzer unter anderem Folgendes erreichen:
- das Entstehen des neuen Taubstummenheimes in der kleinen Pfarrgasse in Wien
- den Führerschein für Gehörlose
- den Neubau des verbandseigenen Erholungsheimes „Edelweißhütte“ für Gehörlose
- die Aufhebung des Verbotes der Gebärdensprache in den Gehörlosenschulen
- den Anstoß zur Installation einer Gehörlosenambulanz in Wien

## Ehrungen
- 1982: Goldenes Verdienstzeichen des Landes Wien
- 1997: Ehrenobmann des WITAF
- 2001: Preis der Menschlichkeit
- 2001: Julius-Tandler-Medaille
- Ehrenmedaille der Wiener SPÖ
- 2009: Benennung des Humbert-Spitzer-Platzes in Wien-Leopoldstadt